# Masato Ishioka
Masato Ishioka (石岡正人, Ishioka Masato) és un director, guionista i executiu de negocis japonès que va tenir una carrera inicial com a director de video per adults (AV).

## Vida i carrera
Masato Ishioka va néixer l'any 1960 a la prefectura de Shizuoka, Japó. Va assistir a la Meiji University, on es va graduar el 1983 amb una especialitat en Política i Economia. El 1984 va començar a treballar com a aprenent de Tadashi Yoyogi a l'estudi AV Athena Eizou. Va romandre a l'estudi durant sis anys com a assistent de direcció i director de producció de vídeo L'agost de 1986 va ser assistent de direcció d'Hikaru Kitoh (鬼闘光), cofundador d'Athena Eizou, a la pel·lícula Nikkatsu The Orgasm (ザ・絶頂感, Za Zecchokan).
A mitjans de la dècada de 1990, Ishioka treballava com a director en el camp del softcore V-cinema, incloent la direcció de tres entrades a la sèrie Chikan hakusho (痴漢白書) per la companyia Pink Pineapple (ピンクパイナップル). AAl mateix temps, també va participar com a director en el negoci de l'audiovisual hardcore, treballant per a Athena Eizou i l'estudi Atlas21 incloent diversos vídeos de la sèrie "Violent Lips". El 1996, Ishioka va fundar la seva pròpia empresa de producció de vídeo, Gold View Company Ltd, per produir i vendre pel·lícules populars al Japó ia l'estranger per a ell i altres directors.
L'experiència d'Ishioka en el món AV es va aprofitar amb bon avantatge en el seu primer llargmetratge principal Scoutman, també conegut com Pain, que va escriure i dirigir. La pel·lícula, filmada l'any 2000 i estrenada al Japó l'any 2001, mostra les lluites d'una jove parella acabada d'arribar a Tòquio que finalment es va involucrar en la indústria del sexe. Dos veterans de l'escena audiovisual, l'antiga actriu Yuri Komuro i el director Kei Morikawa tenen papers a la pel·lícula. La pel·lícula li va proporcionar a Ishioka el Directors Guild of Japan New Directors Award de 2001 així com el Premi Especial del Jurat de la Setmana dels Directors al Fantasporto.
El segon llargmetratge d'Ishioka va ser una altra mirada al costat fosc de la societat japonesa, la pel·lícula omnibus del 2004 Tokyo Noir (ＴＯＫＹＯ ＮＯＩＲ トウキョーノワール) on va compartir crèdits d'escriptura i direcció amb Naoto Kumazawa. El trio d'històries analitza la vida de tres dones que treballen a la indústria del sexe de Tòquio. Un revisor anomena la col·laboració "emocionalment gratificant". A més dels esforços en cinema convencional, Ishioka va continuar treballant a la indústria AV a principis dels anys 2000, fent vídeos per a Athena Eizou, Atlas21 i Try-Heart on va dirigir l'AV Idol Honoka en dos dels seus primers vídeos el 2004.
A finals dels anys 2000, l'empresa d'Ishioka Gold View havia distribuït una sèrie de pel·lícules en diversos gèneres, entre els quals es trobaven A (1998), Visitor Q (2001), 9 Souls (2003), Haze (2005), It's Only Talk (2005), Zombie Self-Defense Force (2006) i Reigo, the Deep-Sea Monster vs. the Battleship Yamato (2008). La tercera pel·lícula principal d'Ishioka va ser el documental Yoyochu in the Land of the Rising Sex (YOYOCHU　SEXと代々木忠の世界, Yoyochu: Sex to Yoyogi Tadashi no sekai) estrenada al Japó el 2011. En aquesta pel·lícula, a través d'una sèrie d'entrevistes, Ishioka va analitzar la vida i la carrera del seu antic mentor Tadashi Yoyogi, conegut com el "pare del vídeo per adults". Ishioka va parlar amb Yoyogi ("Yoyochu" era un sobrenom) i altres que havien treballat amb ell al llarg dels anys, com l'actriu Kyōko Aizome, l'actor Taka Kato i el seu company de director Hikaru Kitoh. La pel·lícula es va estrenar al Festa del Cinema di Roma el 30 d'octubre de 2010 i es va estrenar al Japó el 22 de gener de 2011.
La pel·lícula d'Ishioka del juliol de 2012 Animation Maestro GISABURO (アニメ師・杉井ギサブロー, Anime Shi: Sugii Gisaburō) va ser un altre documental sobre una figura important en la formació d'un aspecte de l'artista i director Gisaburō Sugii, considerat un dels fundadors de l'anime japonès. Ishioka utilitza entrevistes amb figures clau de l'anime, inclòs el mateix Sugii, per rastrejar tant la carrera de Sugii com la història de la indústria de l'animació japonesa. Ishioka va conèixer Sugii a la Universitat Kyoto Seika on Ishioka ha estat professor visitant de cinema a la Facultat de Manga.

## Filmografia

### Llargmetratges (Director)
- The Orgasm (ザ・絶頂感, Za Zecchokan) (1986) - Assistant Director
- Scoutman (2001)
- Tokyo Noir (ＴＯＫＹＯ ＮＯＩＲ トウキョーノワール) (2004)
- Yoyochu in the Land of the Rising Sex (YOYOCHU　SEXと代々木忠の世界, Yoyochu: Sex to Yoyogi Tadashi no sekai) (2011)
- Animation Maestro GISABURO (アニメ師・杉井ギサブロー, Anime Shi: Sugii Gisaburō) (2012)

### Vídeos per adults (AV) (Director)
- All Nude Kotomi Shimada (オールヌード 嶋田琴美) (Atlas21, Aug. 1996)[24]
- Violent Lips, Sena Wakana (激唇) (Atlas21, Dec. 1997)
- Violent Lips, Yuho Mita (Atlas21, Jan. 1999)
- Violent Lips, Kotoko Shiraishi (Atlas21, June, 1999)
- Licking Fairy, Sara Ijuin (おしゃぶり天女 伊集院さら) (Media Station, June 1999)
- Violent Lips, Fuka Sakurai (Atlas21, Mar. 2000)
- Love Century, Yuka Aizawa (Love Century 相沢優香) (Atlas21, Mar. 2001)
- Violent Lips, Koharu Tohno (Atlas21, May 2001)
- Sacred Virgin (聖処女) (Atlas21, Sept. 2001)
- Baptism Marionette (洗礼マリオネット) (Atlas21, Nov. 2001)
- Privacy (プライバシー) (Atlas21, Aug. 2002)
- Want to be Fucked by a Beautiful Lady, Akira Watase (綺麗なお姉さんに犯されたい) (Athena Eizou, Feb. 2003)
- Sexy Teacher's Secret Spot (女教師の秘蜜) (Try-Heart, Oct. 2004)
- Ugly Dream (酷夢) (Try-Heart, Nov. 2004)
- Pretty Blue, Emi Kitagawa (プリティー・ブルー 北川絵美) (Atlas21, Dec. 2004)
- Let's have Three-some!? (3Pしましょっ！？) (Try-Heart, Mar. 2005)
- Bullying Maid X Attacking Sister (メイドいじめ×妹いじり) (Try-Heart, Aug. 2005)
- Devilish Kiss (小悪魔キッス) (Try-Heart, Oct. 2005)